# Forces de sécurité de la république de Rhodésie du Sud
Entre 1965 et 1980, les Forces de sécurité de la république de Rhodésie du Sud regroupaient les unités militaires et policières suivantes :
- Rhodesian Light Infantry
- Rhodesian SAS
- Rhodesian African Rifles
- Grey's Scouts
- Rhodesian Air Force
- Rhodesian Armoured Car Regiment (en)
- Selous Scouts
- 7e compagnie indépendante
- Central Intelligence Organization
- British South Africa Police